# 팔참도

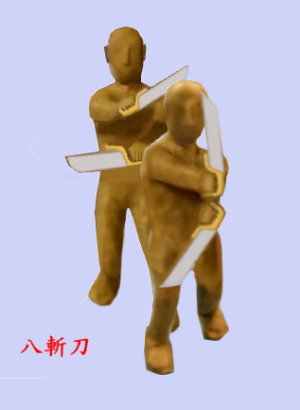

팔참도(八斬刀)는 영춘권에서 유일하게 고급 무기술에 해당되는 것으로, 홍가권에서 쓰이는 호접쌍도(蝴蝶雙刀)와 동일한 칼 두 자루를 이용한다.